# Eine riskante Entscheidung
Eine riskante Entscheidung (Arbeitstitel: Wer rettet Emily?) ist ein deutscher Fernsehfilm aus dem Jahr 2021. Der Film wurde auf dem Filmfest München 2021 uraufgeführt und im Fernsehen erstmals am 21. Februar 2022 im Montagabendprogramm des ZDF ausgestrahlt.

## Handlung
Bei einem Sommerfest am See bricht die 9-jährige Emily Wagner mit einem epileptischen Anfall zusammen und wird ins Krankenhaus eingeliefert. Dort erfahren die Eltern, dass ihre Tochter an einer unheilbaren Form kindlicher Demenz leide. Vater Michael recherchiert im Internet, dass die Pharmafirma „Berner & Braun“ bereits an einem neuen Medikament forscht und vorläufige Studienergebnisse aus Korea auf eine Verlangsamung des Krankheitsprozesses hindeuten. Die Wagners sehen hierin eine letzte Chance, Emilys Verfall entgegenzuwirken. Julia Schemmel ist gerade zur CEO bei der besagten Firma berufen worden, ein weiter Schritt in ihrer sehr erfolgreichen Karriere. Sie selbst ist kinderlos, setzt aber mit ihrem Mann Felix medizinisch viel daran, dies zu ändern. Allerdings zweifelt Felix mittlerweile daran, ob Kinder im Leben der beiden bei all ihrer Arbeit überhaupt Platz hätten. Dies führt dazu, dass Felix auszieht.
Michael Wagner nimmt Kontakt zu Julia auf und bittet sie, seiner Tochter Emily zu helfen. Sie lehnt dies jedoch ab, da bei möglichen, selbst vom Medikament unabhängigen negativen Ereignissen relevante Investoren abspringen könnten und die Weiterführung der Forschungsarbeit in Gefahr wäre. Dies könnte dazu führen, dass ein wirksames Medikament vielen anderen Patienten nicht mehr gegeben werden kann. Michael Wagner versucht über Social Media und Talkshowauftritte alles, um breite Aufmerksamkeit für die Krankheit seiner Tochter zu erhalten und die Freigabe des Medikaments auch für eine Studie in Deutschland zu erwirken. Vorwürfe wie Gier oder unterlassene Hilfeleistung werden vorgebracht. Als Julia bei einem Termin auf Emily trifft, berührt sie das Schicksal der Kleinen sehr, sodass sie überlegt, wie sie doch helfen könnte.
Julia versucht, eine zweite Studie vor Beendigung der ersten zu veranlassen, was das Unternehmen viel Geld und Organisationsaufwand kosten wird. Gleichzeitig ist sie weiter Anfeindungen ausgesetzt, es kommt sogar zu einem nächtlichen Farbbeutelanschlag vor ihrem Haus. Mit Unterstützung durch einen Appell der Kirche kann Julia eine zeitnahe Zulassung durch die Behörden erreichen, um die Studie schneller starten zu lassen. Doch Emilys Zustand ist mittlerweile so schlecht, dass sie als Studienteilnehmerin nicht in Frage kommt. Da die Behandlung eine Million Euro pro Jahr kosten würde, gibt es keine Möglichkeit für Emilys Eltern, dies selbst zu zahlen. Da die Produktion sehr zuverlässig läuft, hat das Unternehmen eine kleine Reserve am Medikament übrig, wodurch Emily als zusätzliche Studienteilnehmerin im Rahmen eines Compassionate Use aufgenommen werden kann.
Der Börsengang der Firma läuft ausgezeichnet und bringt große Kursgewinne. Doch Julia kündigt ihren Job, sagt ihrem Chef, sie sei nicht so wie er sie sieht, und fährt am Ende nach Mecklenburg zu ihrem Mann Felix.

## Produktion
Der Film wurde vom 4. August 2020 bis zum 5. September 2020 in Berlin gedreht.

## Rezeption

### Kritiken
Das Lexikon des internationalen Films gibt dem Film insgesamt 3 von 5 Sternen. Zusammenfassend schreibt die Redaktion: „Das Fernsehdrama unternimmt den Versuch, beiden Positionen [von Emilys Eltern bzw. von der Vorstandsvorsitzenden der Pharmafirma] gerecht zu werden und kann eine Schwarz-weiß-Zeichnung der Figuren fast durchgehend vermeiden. Als Fremdkörper in der grundsätzlich sorgfältigen Machart des Films nehmen sich einige wenig glaubhafte Zuspitzungen und vereinzelte steife Erklär-Szenen aus“.
Martina Kalweit gibt dem Film in ihrer Besprechung bei tittelbach.tv insgesamt 4 von 6 möglichen Sternen.

### Einschaltquoten
Bei seiner Erstausstrahlung im ZDF am 21. Februar 2022 sahen 4,50 Millionen Zuschauer den Film. Dies entsprach einem Marktanteil von 15,4 %.